# Ножі наголо
«Ножі наголо» (англ. Knives Out) — американська неонуарна чорна детективна кінокомедія 2019 року сценариста і режисера Раяна Джонсона. Фільм є сучасним детективним романом про розслідування вбивства, стрічка розповідає про детектива Бенуа Бланка, якого анонімно найняв хтось із заможної родини, чий голова за офіційною версією скоїв самогубство.
У фільмі знімались Деніел Крейг, Кріс Еванс, Ана де Армас, Джеймі Лі Кертіс, Тоні Коллетт, Дон Джонсон, Майкл Шеннон, Лейкіт Стенфілд, Кетрін Ленґфорд, Джейден Мартелл та Крістофер Пламмер.
Світова прем'єра фільму відбулася 7 вересня 2019 року на Міжнародному кінофестивалі в Торонто, у широкий прокат стрічка вийшла 27 листопада 2019 року за сприянням кінокомпанії Lionsgate.
Фільм здобув загальне визнання та численними критиками й виданнями про кіномистецтво визнаний одним з найкращих фільмів 2019 року; за деякими версіями — один з найкращих фільмів XXI століття.

## Сюжет
Гарлан Тромбі — успішний автор детективних романів. Родина відвідує його маєток на день народження Гарлана. Наступного ранку економка Гарлана, Френ, знаходить його мертвим з перерізаним горлом. Поліцейські детективи лейтенант Елліот та патрульний Вагнер вважають, що Гарлан покінчив життя самогубством. Попри їхні висновки, родина анонімно наймає ексцентричного детектива Бенуа Бланка. Він отримує наперед платню та завдання, про що каже іншим двом детективам. Бланк дізнається на зустрічі з ними, що у Гарлана були напружені стосунки з членами родини; дехто з них мали переконливі мотиви для вбивства. Сам Гарлан володів колекцією ножів, яка надалі неодноразово з'являється в фільмі.
Свідчення членів родини та медсестри Гарлана, Марти Кабрери, доповнюють одні одних; у них немає протиріч і прогалин. З усього слідує, що це самогубство. Проте Марта, нікому не кажучи, вважає, що це вона ненавмисне вбила Гарлана, сплутавши морфін і кетопрофен (вона вагалася і визначила де правильні ліки лише за вагою), який він прийняв перед святкуванням. Зрозумівши, що невдовзі помре, Гарлан вирішив створити алібі для медсестри, до якої він був дуже прихильний. Гарлан перерізав собі горло, перед чим наказав їй замаскуватися під Гарлана, щоб створити враження, ніби він був живий після від'їзду медсестри. Марта хвилюється, розповідаючи детективам версію, яку для неї придумав Гарлан, та блює. Це переконує детективів, що вона розказує правду. Тільки Бланк зауважує, що вона щось приховує, хоча й не бачить її вигоди у смерті власника маєтку.
Згідно з заповітом, Марта отримує увесь спадок Гарлана, що приголомшує родину Тромбі. Онук Гарлана, Ренсом Драйсдейл, призначає Марті зустріч, де маніпулює нею, щоб вона зізналася йому в участі у вбивстві. Тоді Ренсом пропонує допомогти їй уникнути ув'язнення в обмін на частину спадку. Тим часом інші члени родини Тромбі безуспішно намагаються змусити Марту відмовитися від спадку зовсім, тиснучи на те, що вона імігрантка з Бразилії.
Марта отримує записку з шантажем, що містить часткову копію токсикологічного звіту про огляд тіла Гарлана. Вона та Ренсом їдуть до кабінету судово-медичного експерта, але виявляють, що він згорів. Потім Марта отримує електронного листа з пропозицією зустрітися з шантажистом. Бланк та поліція помічають їх, у результаті Ренсома заарештовують. На зустрічі з родиною вбитого Марта виявляє, що шантажисткою була Френ, але через дію наркотиків Френ стає зле. Марта реанімує її та викликає швидку допомогу. Марта зізнається Бланку в убивстві, але Ренсом вже звинуватив її раніше. Марта вважає, що мусить відмовитися від спадку Гарлана.
Але згодом Марта знаходить повну копію токсикологічного звіту, який зберігала Френ. У ньому вказано, що в крові Гарлана не було концентрації морфіну, достатньої для смерті. Отже, хтось потім поміняв флакони з ліками назад, з метою змусити медсестру повірити в її помилку.
Бланк розповідає поліції, Марті та Ренсому свої міркування. Він припускає, Гарлан заздалегідь розповів Ренсому про свій заповіт, що спонукало онука поміняти ліки, таким чином влаштувавши ненавмисне вбивство медсестрою власника маєтку. Бланк проводить слідчий експеримент, у якому Марта визначає де які ліки лише за їх вагою. Тепер відомо, що Марта дала правильні ліки і невинна. Бланк тоді вибудовує ланцюжок подій: первісний план Ренсома зруйнувався через офіційну версію про самогубство Гарлана. Тому він анонімно найняв Бланка, щоб Марта під його тиском повірила в причетність до вбивства. Френ зрозуміла, що вбивця — Ренсом, і надіслала йому записку з шантажем. Але Ренсом переслав записку Марті, сподіваючись, що вона візьме на себе вину. Далі він підпалив кабінет судово-медичного експерта, щоб знищити докази її невинності. Наостанок Ренсом отруїв Френ уколом морфіну.
Несподівано телефонують з лікарні. Марта повідомляє родині, що Френ вижила і розповіла про вину Ренсома. Той зізнається у вбивстві, та потім Марта блює на Ренсома, чим свідчить, що вона збрехала: Френ померла. Зрозумівши, що детективи записали його зізнання, Ренсом хапає ніж з колекції Гарлана та нападає на Марту, але це виявляється муляж, і поліція негайно заарештовує його.
Бланк каже Марті, що він з самого початку підозрював її причетність до смерті Гарлана, помітивши краплю крові на її кедах. Він робить висновок, що Марта перемогла завдяки своїй доброті. Марта спостерігає з балкона за тим, як відводять Ренсома, а родина Тромбі озирається на неї.

## У ролях

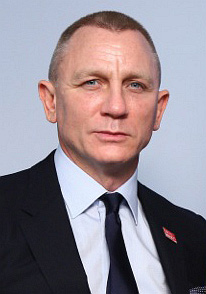
Деніел Крейг, виконавець ролі детектива Бенуа Бланка

| Актор                | Роль                     |
| -------------------- | ------------------------ |
| Деніел Крейг         | Бенуа Бланк              |
| Кріс Еванс           | Г'ю Ренсом Драйсдейл     |
| Ана де Армас         | Марта                    |
| Джеймі Лі Кертіс     | Лінда Драйсдейл          |
| Дон Джонсон          | Річард Драйсдейл         |
| Тоні Коллетт         | Джоні Тромбі             |
| Майкл Шеннон         | Волт Тромбі              |
| Лейкіт Стенфілд      | детектив Елліот          |
| Кетрін Ленґфорд      | Мег Тромбі               |
| Джейден Мартелл      | Джейкоб Тромбі           |
| Крістофер Пламмер    | Гарлан Тромбі            |
| Ноа Сеган            | Трупер Вагнер            |
| Майкл Еммет Волш     | містер Профрок           |
| Джозеф Гордон-Левітт | детектив Гардрок (голос) |

## Виробництво
Ще в 2010 році сценарист і режисер Раян Джонсон висловив зацікавленість у створенні детективного фільму про вбивство, натхненного Агатою Крісті. Він сказав «The Independent», що хоче зняти фільм після завершення роботи над стрічкою «Петля часу» (2012). Однак наступним проектом Джонсона став фільм «Зоряні війни: Останні джедаї» (2017).
Фільм був анонсований у вересні 2018 року, а також повідомлялось про участь Деніела Крейга. Стрічка була продана дистриб'юторам під час Міжнародного кінофестивалю в Торонто 2018 року. У жовтні 2018 року до акторського складу приєдналися Кріс Еванс, Лейкіт Стенфілд, Майкл Шеннон, Ана де Армас, Дон Джонсон, Джеймі Лі Кертіс та Тоні Коллетт. У листопаді 2018 року ролі отримали Крістофер Пламмер, Джейден Мартелл, Кетрін Ленґфорд, Рікі Ліндгоум, Еді Паттерсон та Рауль Кастільо. У грудні повідомлялось про участь частого Ноа Сігана, з яким Джонсон часто співпрацює. Шеннон порівняв фільм з творами Агати Крісті. У березні 2019 року Френк Оз, який раніше працював з Джонсоном у фільмі «Зоряні війни: Останні джедаї», зізнався, що з'явиться у кінокартині в невеликій ролі.
Джонсон навів кілька класичних детективних трилерів і детективних комедій, які вплинули на фільм, зокрема «Зло під сонцем», «Вечеря з вбивством», «Смерть на Нілі», «Останній круїз на яхті „Шейла“», «Смертельна пастка», «Доказ», «Госфорд-парк», «Дзеркало тріснуло», «Щось затівається», «Убивство у „Східному експресі“» та «Приватні детективи».

### Зйомки
Основні зйомки розпочалися 30 жовтня 2018 року в Бостоні, штат Массачусетс, і тривали до 20 грудня 2018 року.

## Сприйняття
Фільм «Ножі наголо» отримав численні позитивні відгуки; до кінця 2019 року Американський інститут кіномистецтва, Національна рада кінокритиків та провідні ЗМІ вважали його одним із найкращих фільмів року. У грудні 2021 року сценарій фільму посів 49-те місце у списку «101 найкращих сценарії 21-го століття (наразі)» Гільдії письменників Америки. У 2025 році фільм посів 91-е місце у списку «100 найкращих фільмів 21-го століття» за версією «Вибір читачів» газети The New York Times.
На вебсайті Rotten Tomatoes «Ножі наголо» має рейтинг схвалення 97 %. Консенсус критиків вебсайту узагальнює: «„Ножі наголо“ загострює старі тропи детективів про вбивства завдяки ретельно зібраній інтризі, яка блискуче використовує зоряний ансамбль сценариста та режисера Раяна Джонсона». Середньозважена оцінка на Metacritic склала 82 бали зі 100, що свідчить про «загальне визнання».
Браян Лоурі в рецензії для CNN описав фільм таким чином: «Ножі наголо» містять деякі актуальні політичні посилання, але в цілому це грайливий, майстерно побудований жартівливий фільм, створений не більше ніж для розваги, що демонструє щиру прихильність як до книг, так і до фільмів, які його надихнули. Попри те, Джонсон пропонує дещо унікальні передумови, надаючи багато інформації на початку, а далі розкриваючи шари подій у маєтку Тромбі.
Пітер Бредшоу в The Guardian відгукнувся, що сюжет, безумовно, дуже складний, але він надто рідко веде глядачів хибним шляхом, як для детективу, і йому бракує поворотів у останньому акті. Сімейний клан і абсурдний будинок виглядають так, ніби їх придумав Вес Андерсон, але їм бракує дивакуватості. В результаті глядачі отримують прямолінійний детектив про вбивство, але розказаний з ентузіазмом та гумором, де його зірка Деніел Крейг смакує брехливість підозрюваних, як вишукане вино.
Енн Горнадей у The Washington Post описала політичний підтекст: балакучі персонажі та сповнені дрібниць флешбеки, що наповнюють фільм «Наголо ножі», стають дзеркалом розколотої Америки, розірваної між тими, хто вважає, що її спадщину крадуть інші, і тими, хто вважає, що ізольованість, нативізм та незаслужені привілеї слугують джерелом проблем. Фільм однаково хороший і як соціальна сатира, і як розлогий анекдот, вчасно то гальмуючи, то пришвидшуючи темп.

## Сиквел
Знімання сиквелу «Ножі наголо 2» стартували в Греції 28 червня 2021 року. У другій частині Денієл Крейґ повернеться до ролі ексцентричного детектива Бенуа Бланкка, а підігравати йому на знімальному майданчику будуть Едвард Нортон, Дейв Батіста і Кейт Гадсон.
Прем'єра сиквелу «Ножі наголо: Скляна цибуля» на Netflix відбулася 23 грудня 2022 року.